# El Mehdi Karnass
El Mehdi Karnass, né le 12 mars 1990 à El Jadida (Maroc) est un footballeur international marocain évoluant dans le club du Renaissance Club Athletic Zemamra. Il joue au poste de milieu défensif et arrière droit .

## Biographie

### En club

#### Aalesunds FK
En mai 2014, Il signe un contrat de trois ans avec le club norvégien d'Aalesunds FK, il rejoint sa nouvelle équipe le 20 juin 2014 et découvre la Tippeligaen.

## Palmarès

### En club
- Avec le Difaâ d'El Jadida :
  - Coupe du Trône : 2013
- Avec le WAC Casablanca : 
  - Championnat du Maroc : 2017

### En sélection
Maroc A'
- Championnat d'Afrique des nations (CHAN)
  - Vainqueur : 2021